# Freezer (película)
Freezer es una película del 2014 dirigida por Mikael Salomon, y  protagonizada por Dylan McDermott y Yuliya Snigir.

## Argumento
Robert Saunders (Dylan McDermott) despierta, atado de manos y pies y encerrado en un congelador de carne. Cuando consigue liberarse, dos mafiosos rusos (Kiril y Stepan) entran a interrogarlo. Ninguno de los dos entiende español, pero antes de irse, ellos le dicen a un confundido Robert que quieren «dinero». Una vez solo, Robert encuentra un ducto de ventilación en el techo que parece conducir a los ventiladores del congelador. En ese instante, él encuentra un teléfono móvil que suena en el piso, y habla con el detective Al Dorian, quien primero se presenta como «Sam». Robert explica que estaba cenando con su novia en un restaurante por su cumpleaños antes de ser noqueado y encerrado en el congelador Antes de que Dorian consiga rastrear el teléfono, los mafiosos vuelven y destruyen el teléfono. Esta vez vienen acompañados por la bilingüe Alisa (Yuliya Snigir), que acusa a Robert de haberles robado ocho millones de dólares y exige que los devuelva; de otra forma, morirá congelado en cuatro horas. Él intenta convencerlos de que es inocente y lo han confundido con alguien más, pero los rusos no le creen y se llevan sus zapatos antes de irse.
Después de encontrar bolsas para cubrir sus pies, Robert intenta mantenerse caliente haciendo ejercicio. Mientras corre por el cuarto, él tira algunas cajas y encuentra al detective Sam Gurov muy herido, acostado en un estante. Sam le dice a Robert que no podrá salir vivo del congelador aunque convenza a los mafiosos de que es inocente. También le confiesa que es un policía encubierto que intenta atrapar al jefe de los mafiosos, llamado Oleg. Robert esconde a Sam de nuevo y comienza a golpear los ventiladores con un extintor, en un intento por detenerlos.
Los rusos vuelven y, de nuevo, Alisa exige saber en dónde está el dinero. Robert mantiene su ignorancia sobre el tema y evade sus preguntas, pero un ruido de Sam alerta a Kiril. Robert aprovecha la situación y toma a Alisa al tiempo que Kiril amenaza con matar a Sam. Sam acusa a Robert de haber tomado el dinero a pesar de las protestas de este último. Robert deduce que Alisa estaba a cargo del dinero perdido y ella le pide a Robert que confiese para, si no salvarse a sí mismo, salvarla a ella. Después de que los rusos se van de nuevo, Sam explica que, después de un robo fallido, Oleg comenzó a mover su vasta fortuna por seguridad; durante el movimiento, ocho millones resultaron extraviados. Sam se ofrece a intercambiar su ropa con Robert y hacerse pasar por él para darle a Robert una oportunidad de escapar. El plan falla, y Robert, en un intento por salvar la vida de Sam, confiesa que el dinero está oculto en el restaurante donde fue secuestrado. A pesar de eso, él es noqueado y Sam es asesinado.
Después de despertar, Robert hace creer a Alisa que Stepan es el verdadero ladrón y que él está siendo inculpado, ya que Stepan fue el responsable de la muerte del informante de Sam y de identificar a Robert como el ladrón. Robert mata a Kiril con un gancho para carne, pero es incapacitado por Stepan antes de escapar. Alisa, ahora claramente nerviosa, le dice a Stepan que Robert lo acusó de tomar el dinero. Enfurecido por la muerte de Kiril, Stepan arrastra a Alisa fuera del congelador y encierra a Robert de nuevo. Robert despierta, y después de ponerse la ropa de Kiril, continúa buscando una salida del congelador, sin éxito. Cuando Stepan y Alisa vuelven, Robert los convence de dejarlo contactar al detective Dorian pues, como el compañero de Sam, el sabrá dónde está el dinero. Sin embargo, Stepan, impaciente, cuelga la llamada y lanza una cubeta de agua a Robert antes de irse.
Robert, con hipotermia, intenta desconectar los cables de los ventiladores en el conducto de ventilación, pero no puede debido a su condición. En ese momento, un hombre ruso bien vestido y atado es metido a la habitación. El hombre se presenta como Danil y ofrece ayuda a Robert para escapar, a cambio de una porción del dinero. Después, Robert le dice a Danil que corte los cables de los ventiladores, pero cuando los mafiosos entran al cuarto, Danil se electrocuta y muere. Alisa preocupada, revela que Danil era una trampa para obtener la verdad de Robert, y que en realidad se trataba de Vadim, el hijo de Oleg.
Cuando Oleg llega, identifica a Robert como el asesino que, en el pasado, no logró matarlo. Una vez que Robert deja de lado su supuesta inocencia y dice la verdad, él y Oleg luchan, con Alisa y Stepan observando. Debido a su condición, Oleg obtiene ventaja, pero es asesinado por Alisa antes de que mate a Robert. Alisa es, de hecho, la novia de Robert, y ha estado trabajando en la mafia por él. Sin embargo, un herido Stepan escapa y encierra a Alisa y a Robert dentro. Este último utiliza los cables dañados para provocar que una estantería produzca calor para calentar sus manos. Es entonces cuando el detective Dorian llega y exige saber en dónde está el dinero; esto después de ordenar a Alisa y a Robert que aten sus manos a un estante. Alisa confiesa que el dinero ha estado adentro del congelador todo el tiempo, escondido entre las cajas de cortes. Mientras Dorian está distraído con esto, Alisa y Robert queman sus ataduras con la estantería caliente y escapan, dejando a Dorian encerrado.
Ambos usan un camión semi-remolque para llevarse el congelador con Dorian y el dinero dentro. Lo llevan a un puerto, y cargan el contenedor en un barco de carga. Alisa le da a Robert un «regalo de cumpleaños» de parte de Oleg: una caja de cortes llena de mucho dinero. Ambos se van, planeando unas cálidas vacaciones, pero no sin antes tirar a un herido Stepan por la borda.

## Elenco
- Dylan McDermott como Robert.
- Yuliya Snigir como Alisa.
- Peter Facinelli como el detective Sam Gurov.
- Andrey Ivchenko como Kiril.
- Pascal Petardi como Vadim.
- David McNally como el detective Al Dorian.
- Markus Parilo como Oleg.
- Milan Malisic como Stepan.

## Estreno
La película fue estrenada en Blu-Ray, DVD y como un paquete el 21 de enero de 2014.